# Magnus Hirschfeld
Magnus Hirschfeld (n. 14 mai 1868, Kołobrzeg, Regatul Prusiei, Imperiul German – d. 14 mai 1935, Nisa, Franța) a fost un medic german specialist în sexologie.
A fost cunoscut ca un susținător declarat al minorităților sexuale și a pus bazele organizației Wissenschaftlich-humanitäres Komitee ("Comitetul științific umanitar"), care ulterior avea să militeze pentru drepturile LGBT.
Principalul obiectiv al criticii se referea la celebrul paragraf 175 din Codul penal german, care incrimina raporturile homosexuale.
În mai 1933 a început persecuția homosexualilor în Germania Nazistă. Institutul unde activa Hirschfeld a fost desființat de guvernul lui Adolf Hitler iar Hirschenfeld s-a refugiat la Paris. 